# Dale Head
Der Dale Head ist ein Berg im Lake District, Cumbria, England. Der Dale Head ist einer von 214 von Alfred Wainwright beschriebenen Bergen. Der Dale Head ist 753 m hoch und weist eine Schartenhöhe von 397 m auf.
Der Dale Head erhebt sich direkt nördlich des Honister Passes, von dem ein direkter Aufstieg auf den Gipfel möglich ist. Der Dale Head bildet das südliche Ende des Newlands Valley, zu dem er über die Dale Head Crags abfällt. Der Dale Head kann als Teil der Newlands Horseshoe Wanderung bestiegen werden.
Der Dalehead Tarn und der Launchy Tarn liegen am östlichen Fuß des Berges.